# Independent Hill
Independent Hill – jednostka osadnicza w Stanach Zjednoczonych, w stanie Wirginia, w hrabstwie Prince William.